# José del Corral y Herrero
José del Corral y Herrero (2 de mayo de 1890, Castromocho, Palencia - 21 de enero de 1970, Palencia) fue un matemático, profesor y político español.

## Antepasados familiares
Hijo de Lucinio del Corral y Flórez y de Dolores Herrero del Corral -esta última hermana de Candelas Herrero del Corral, alcaldesa de Castromocho-. Era nieto de José A. del Corral Pérez, abogado, y Nicanora Flórez Herques, y del también abogado Andrés Herrero Alegre y Rosario del Corral Pérez. 
Aunque nacido en Castromocho (Palencia) de donde procedían los Herrero por su madre, José del Corral descendía de Sahagún (León) donde nacieron su padre y su abuelo y donde nacerían sus hijos, aunque sus antepasados más remotos procedieran de la comarca de Liébana. Al ser descendiente de los hijosdalgo del Corral y Soberón estaba emparentado con el filósofo y político español e historiador e introductor de la filosofía moderna Patricio de Azcárate Corral y su hijo Gumersindo de Azcárate. También le unían lazos de parentesco a José del Corral con el político progresista Lesmes Franco del Corral (y con el hijo de este, el también diputado, aparte de senador por la provincia de Granada, Modesto Franco Flórez del Corral).
Asimismo su tío carnal Constancio del Corral Flórez, licenciado en Filosofía y Letras, maestro y contratista de carreteras establecido durante un tiempo en Palencia con un almacén de mercaderías coloniales, había sido concejal republicano del ayuntamiento de Sahagún a principios del siglo XX. Entre las amistades de su padre, Lucinio del Corral y Flórez, se encontraba el excéntrico y osado escritor ateo y excomulgado Rogelio Herques Ibarreta.
Su tía materna, Sor Josefa Herrero del Corral (Castromocho, 1863), fue una monja (Hijas de la Caridad de San Vicente de Paúl) que alcanzó la santidad según cuenta Lorenzo González Arenillas en Datos para la Historia de la villa de Castromocho. También fueron tíos suyos, por parte materna, además del potentado Clemente Herrero del Corral, Jesús Herrero del Corral, doctor en Derecho, con la tesis 'Estudio comparativo de las principales instituciones políticas de Esparta y Atenas', y Saturnino Herrero del Corral, licenciado en Derecho, ambos de Castromocho (Palencia).
Su tatarabuelo Francisco Antonio del Corral y Soberón, natural de Castro-Cillorigo (1757) e hijo del hidalgo Manuel Gregorio del Corral (1728-1792), fue uno de los compradores que se aprovecharon de la desamortización de Mendizábal adquiriendo tierras y propiedades que hasta entonces habían permanecido en manos del clero, lo que contribuyó a incrementar el nivel de posesiones de los ya ricos hidalgos o acaudalados burgueses. Hay que tener en cuenta que estos nobles o burgueses liberales y progresistas se beneficiaron de una medida considerada por muchos anticlerical y la Iglesia católica tomó la decisión de excomulgar tanto a los expropiadores como a los compradores de las tierras, razón por la que muchos no se decidieron a comprar directamente las tierras y lo hicieron a través de intermediarios o testaferros, no obstante, finalmente no habrá graves consecuencias y aquellos que se hicieron con dichas posesiones acabarían conservándolas, e incluso incrementándolas, sin sufrir serios perjuicios. 
Su bisabuelo, Juan Antonio del Corral y de Mier (1796-1869), rico hacendado y labrador propietario y nieto del hidalgo Manuel Gregorio del Corral y Soberón (1728-1792), además de 2º Comandante del Batallón de la Milicia Nacional en Sahagún, fue diputado a Cortes por León en 1836, en las Cortes constituyentes de ese año, de 1836 a 1837, jurando la Constitución española de 1837, obra de los progresistas, del 18 de junio de 1837. Juan Antonio del Corral formó parte de la comisión encargada de la ley electoral. También será Juan Antonio del Corral, junto a otros dos diputados de la provincia de León, el coronel Luis de Sosa y el magistrado y poeta Pascual Fernández Baeza, quien recomiende al ministro de Gobernación el nombramiento como oficial primero político del Gobierno Civil del periodista, historiador y escritor satírico Modesto Lafuente y Zamalloa pues no había duda ya de que los escritos liberales de este último eran conocidos en la provincia de León desde el 4 de abril de 1837 gracias a la publicación de Fray Gerundio a pesar de que fue crítico con la desamortización de Mendizábal.

## Biografía

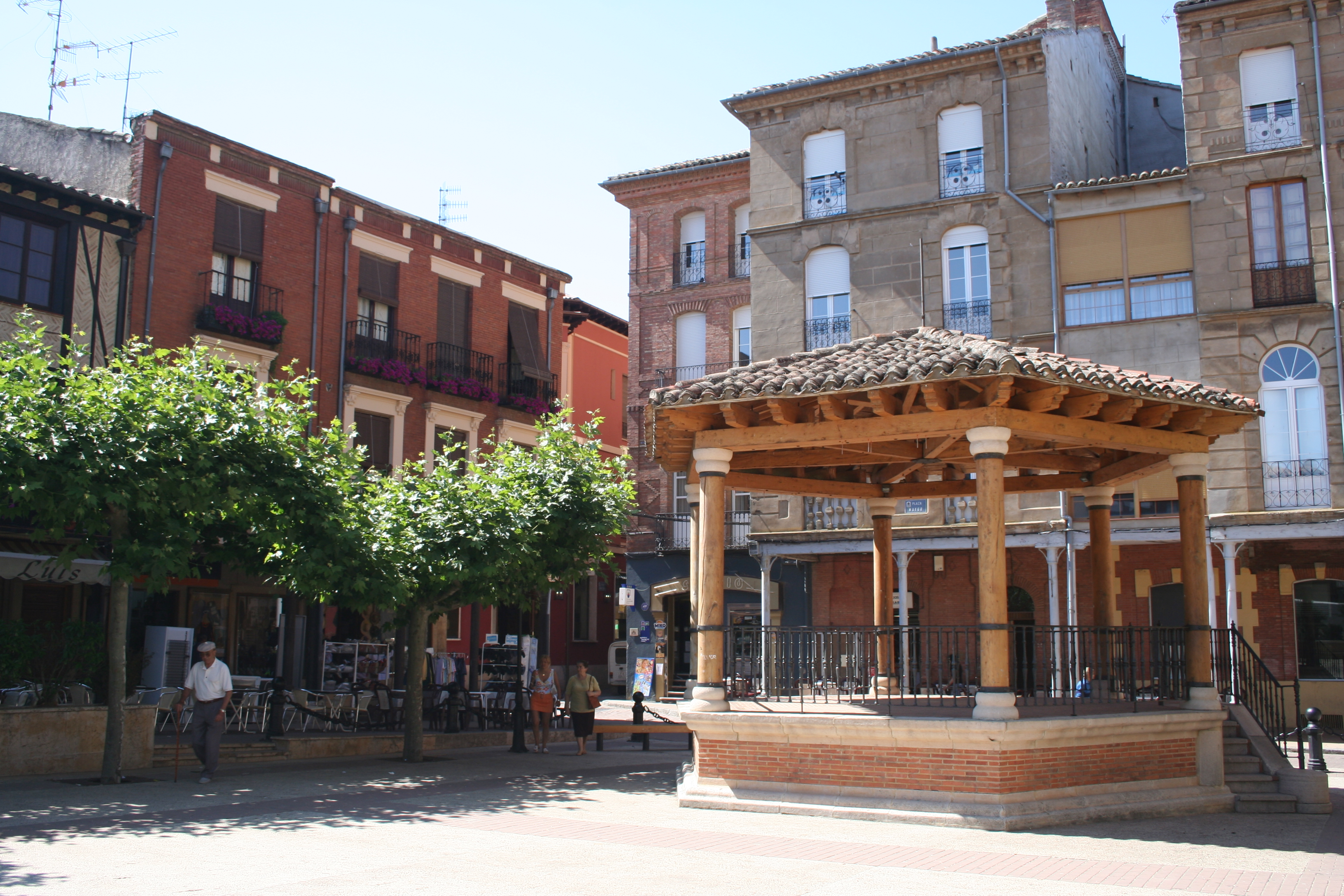
Plaza Mayor de Sahagún. José del Corral y Herrero, aunque nacido en Castromocho, descendía de Sahagún de donde eran su padre y su abuelo y donde nacerían sus hijos

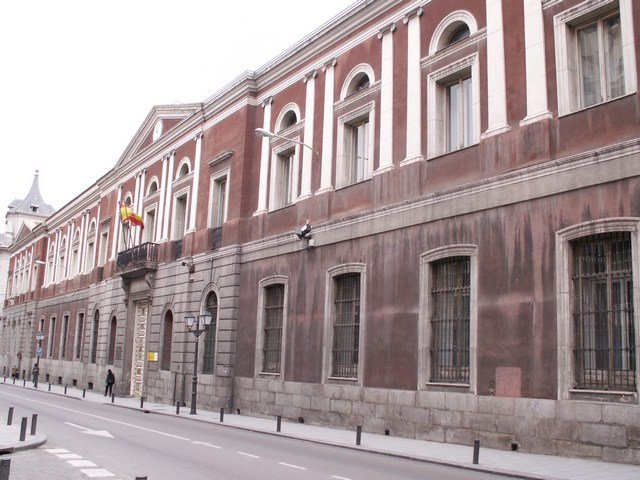
José del Corral Herrero se licenció en Ciencias Exactas por la Universidad Central de Madrid.

José del Corral y Herrero, nacido el 2 de mayo de 1890 en Castromocho (Palencia) aunque de procedencia sahagunense (Sahagún, León) y más remotamente lebaniega (Liébana), cursa sus primeros años en un colegio de frailes donde ya da muestras de su precoz inteligencia y de su voracidad lectora -según confirman sus superiores-, se cría en una familia acomodada y, sobre todo, ilustrada, y acabará licenciándose en Ciencias Exactas por la Universidad Central de Madrid donde estudió con su hermano Agustín, si bien este último fallecerá tempranamente a la edad de 20 años y será enterrado en Madrid. Por ello, el primogénito de José del Corral Herrero será llamado Agustín del Corral Llamas, nacido el 16 de septiembre de 1923 en Sahagún. 

Siempre estudiará José del Corral por libre, fiel a su espíritu indómito e independiente y a su carácter autodidacto y autónomo, y así se presentará como alumno no oficial a los exámenes en el Instituto de Vitoria e igualmente cursará la carrera en Madrid (domiciliado en una casa de la calle Castelló) presentándose por libre a los exámenes de la Universidad Central hasta licenciarse en Ciencias Exactas en 1914. Un año antes, 1913, su tío Constancio del Corral Flórez (hermano de su padre) había sido elegido concejal republicano en Sahagún. 
José del Corral y Herrero contrae matrimonio en 1920 con Candelas Llamas Torbado, hija del eminente médico, burgués de ideología  republicana y krausista, Emiliano Llamas Bustamante, dirigente del Partido Republicano Autónomo Leonés de Sahagún junto a Gerardo del Corral y cuyo órgano de difusión será El Porvenir de León. Su cuñado, el farmacéutico de Vitoria Ángel Llamas Torbado fue el abuelo de María Victoria Llamas, María Eugenia Llamas y José Ángel Llamas, comunicadora, actriz y actor mexicanos, ya que el padre de estos, José María Llamas Olaran (represaliado por el franquismo, durante su etapa de estudiante se afilió a Izquierda Republicana) y su hermano, el actor Rafael Llamas Olaran, emigraron al país azteca en el barco Sinaia cuando la Guerra Civil Española.
A pesar de vivir su familia durante los años veinte en Sahagún, José del Corral fue nombrado director del Colegio de la Virgen de la Vega de Benavente, colegio privado incorporado al Instituto Nacional de Segunda Enseñanza de Zamora, para el curso 1925/1926.

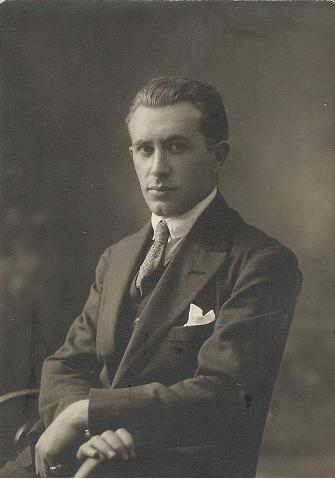
Retrato de José del Corral y Herrero. El matemático y profesor José del Corral fue diputado provincial de la Diputación de León en 1918-1919, 1919-1920 y en 1930 por el distrito de Sahagún. Su amigo Julio Rey Pastor, también matemático, le animó, merced a su brillantez, a irse a la Argentina pero José del Corral optó por quedarse en España

Como contaría uno de sus muchos alumnos, el arquitecto, escritor, articulista y reconocido masón Jesús Mateo Pinilla, José del Corral Herrero sería invitado por su amigo el matemático Julio Rey Pastor a abandonar España e ir a la Argentina debido a que en aquellos años la América hispana y, sobre todo, Argentina ofrecía oportunidades a las mentes más brillantes, a los hombres de Ciencia, mientras en España no había sitio para ellos, para los intelectuales y científicos. Aun así, José del Corral optó por quedarse en España volcándose en la enseñanza y además de residir en Sahagún, lo hará en Reinosa donde será director de su instituto -en el que dio clases Gerardo Diego- en los difíciles años de la Guerra Civil Española, en Jerez, y en Palencia donde solo aparece dos cursos en los duros años cuarenta en el instituto Jorge Manrique de la ciudad vaccea y luego deja de dar clase en dicho centro sin saberse a ciencia cierta los motivos; sin embargo, no dejará de dar clases, incluso particulares, y serán muchos los alumnos que beban de su diáfano magisterio y queden asombrados de su inteligencia. Años antes en ese mismo instituto había dado clases Miguel Catalán Sañudo, el yerno de Ramón Menéndez Pidal. En 1941 José del Corral se presentó a las oposiciones a cátedra de Instituto en turno libre en la asignatura de matemáticas.
José del Corral y Herrero había sido asimismo diputado provincial de la Diputación de León por el distrito de Sahagún en los años 1918-1919, 1919-1920 y en 1930. Como diputado provincial, estuvo en la Comisión auxiliar de Actas y en la de Fomento y ejerció de diputado-secretario durante la presidencia de Julio Fernández y Fernández. También fue diputado provincial con el abogado astorgano de ideas liberales y progresistas Germán Gullón Núñez de presidente, padre del crítico literario y jurista, académico de la Real Academia Española y Premio Príncipe de Asturias de las Letras Ricardo Gullón. Germán Gullón Núñez formó parte de la Diputación de León que apostaba por la Mancomunidad Castellana, proyecto, que no se llegó a formar administrativamente, de crear una mancomunidad de diputaciones provinciales de Castilla la Vieja, Castilla la Nueva y León con el mayor número de provincias castellanas procurando que se llamase Castilla y León.
José del Corral y Herrero se desentendió de las tierras, propiedades y negocios de sus progenitores ya que él era un intelectual, un hombre de Ciencia volcado en el estudio y la enseñanza, y ello contribuiría a que su madre dejara la mayor parte de la herencia a sus hermanas tocándole a él una mínima parte. Su padre, Lucinio del Corral y Flórez, que había dejado todo en manos de su esposa, hizo testamento ante el notario de la  villa de Sahagún Carlos del Valle Inclán, que era hermano del celebérrimo escritor Ramón María del Valle Inclán, habitual visitante de la villa. José del Corral Herrero, tanto como representante público como en calidad de docente, se dedicó a impulsar y fomentar la cultura y la investigación científica centrándose en la matemática y en la enseñanza.
Falleció en Palencia antes de cumplir los 80 años el 21 de enero de 1970 y apenas un mes después lo haría su esposa, Candelas Llamas Torbado, pero ambos fueron trasladados al Cementerio de Sahagún. Su primogénito, Agustín del Corral Llamas, profesor mercantil, seguiría sus pasos como docente en varias academias y centros educativos antes de acabar como jefe de Contabilidad del ayuntamiento de Palencia donde se jubilaría en marzo de 1986. Su sobrino José María del Corral, hijo predilecto de la  villa de Sahagún, da nombre hoy a una calle en dicha localidad. Su bisnieto sería el experto en Lingüística Miguel Ángel del Corral, seguidor de las corrientes del funcionalismo lingüístico en España y estudioso de la obra de Emilio Alarcos Llorach, Salvador Gutiérrez Ordóñez o Leonardo Gómez Torrego, entre otros. 
Su suegra, Candelas Torbado Flórez, era hermana del famoso arquitecto leonés Juan Crisóstomo Torbado y de Eusebio Torbado Flórez, que estudió Filosofía y Letras, también en la Universidad Central.

## Ancestros
| \| \| \| \| \| \| \| \| \| \| \| \| \| \| \| \| \| \| \| \| 16. Francisco Antonio del Corral y Soberón \| \| \| \| \| \| \| \| \| \| \| \| \| \| \| \| \| \| \| \| \| \| \| \| \| \| \| \| \| \| \| \| \| \| \| \| \| \| \| \| \| \| \| \| \| \| \| \| \| \| \| \| \| \| 8. Juan Antonio del Corral y de Mier \| \| \| \| \| \| \| \| \| \| \| \| \| \| \| \| \| \| \| \| \| \| \| \| \| \| \| \| \| \| \| \| \| \| \| \| \| \| \| \| \| \| \| \| \| \| \| \| \| \| \| \| \| \| 17. Felipa de Mier Bustamante \| \| \| \| \| \| \| \| \| \| \| \| \| \| \| \| \| \| \| \| \| \| \| \| \| \| \| \| \| \| \| \| \| \| \| \| \| \| \| \| \| \| \| \| \| \| \| \| \| \| \| \| \| \| 4. José del Corral Pérez \| \| \| \| \| \| \| \| \| \| \| \| \| \| \| \| \| \| \| \| \| \| \| \| \| \| \| \| \| \| \| \| \| \| \| \| \| \| \| \| \| \| \| \| \| \| \| \| \| \| \| \| \| \| 9. María Dolores Pérez Andrade \| \| \| \| \| \| \| \| \| \| \| \| \| \| \| \| \| \| \| \| \| \| \| \| \| \| \| \| \| \| \| \| \| \| \| \| \| \| \| \| \| \| \| \| \| \| \| \| \| \| \| \| \| \| 2. Lucinio del Corral y Flórez \| \| \| \| \| \| \| \| \| \| \| \| \| \| \| \| \| \| \| \| \| \| \| \| \| \| \| \| \| \| \| \| \| \| \| \| \| \| \| \| \| \| \| \| \| \| \| \| \| \| \| \| \| \| 10. Lorenzo Flórez Chico \| \| \| \| \| \| \| \| \| \| \| \| \| \| \| \| \| \| \| \| \| \| \| \| \| \| \| \| \| \| \| \| \| \| \| \| \| \| \| \| \| \| \| \| \| \| \| \| \| \| \| \| \| \| 5. Nicanora Flórez Herques \| \| \| \| \| \| \| \| \| \| \| \| \| \| \| \| \| \| \| \| \| \| \| \| \| \| \| \| \| \| \| \| \| \| \| \| \| \| \| \| \| \| \| \| \| \| \| \| \| \| \| \| \| \| 11. Teresa Juana Cathalina Angela \| \| \| \| \| \| \| \| \| \| \| \| \| \| \| \| \| \| \| \| \| \| \| \| \| \| \| \| \| \| \| \| \| \| \| \| \| \| \| \| \| \| \| \| \| \| \| \| \| \| \| \| \| \| 1. José del Corral y Herrero \| \| \| \| \| \| \| \| \| \| \| \| \| \| \| \| \| \| \| \| \| \| \| \| \| \| \| \| \| \| \| \| \| \| \| \| \| \| \| \| \| \| \| \| \| \| \| \| \| \| \| \| \| \| 12. Clemente Herrero Abril \| \| \| \| \| \| \| \| \| \| \| \| \| \| \| \| \| \| \| \| \| \| \| \| \| \| \| \| \| \| \| \| \| \| \| \| \| \| \| \| \| \| \| \| \| \| \| \| \| \| \| \| \| \| 6. Andrés Herrero Alegre \| \| \| \| \| \| \| \| \| \| \| \| \| \| \| \| \| \| \| \| \| \| \| \| \| \| \| \| \| \| \| \| \| \| \| \| \| \| \| \| \| \| \| \| \| \| \| \| \| \| \| \| \| \| 13. Valentina Alegre Perlines \| \| \| \| \| \| \| \| \| \| \| \| \| \| \| \| \| \| \| \| \| \| \| \| \| \| \| \| \| \| \| \| \| \| \| \| \| \| \| \| \| \| \| \| \| \| \| \| \| \| \| \| \| \| 3. Dolores Herrero del Corral \| \| \| \| \| \| \| \| \| \| \| \| \| \| \| \| \| \| \| \| \| \| \| \| \| \| \| \| \| \| \| \| \| \| \| \| \| \| \| \| \| \| \| \| \| \| \| \| \| \| \| \| \| \| 14. Juan Antonio del Corral y de Mier \| \| \| \| \| \| \| \| \| \| \| \| \| \| \| \| \| \| \| \| \| \| \| \| \| \| \| \| \| \| \| \| \| \| \| \| \| \| \| \| \| \| \| \| \| \| \| \| \| \| \| \| \| \| 7. Rosario del Corral Pérez \| \| \| \| \| \| \| \| \| \| \| \| \| \| \| \| \| \| \| \| \| \| \| \| \| \| \| \| \| \| \| \| \| \| \| \| \| \| \| \| \| \| \| \| \| \| \| \| \| \| \| \| \| \| 15. María Dolores Pérez Andrade \| \| \| \| \| \| \| \| \| \| \| \| \| \| \| \| \| \| \| \| \| \| \| \| \| \| \| \| \| \| \| \| \| \| \| \| \| \| \| \| \| \| \| \| \| \| \| \| \| \| \| \| |                                            |  |  |  |  |  |  |  |  |  |  |  |  |  |  |  |
| |                                            |  |  |  |  |  |  |  |  |  |  |  |  |  |  |  |
| | 16. Francisco Antonio del Corral y Soberón |  |  |  |  |  |  |  |  |  |  |  |  |  |  |  |
| |                                            |  |  |  |  |  |  |  |  |  |  |  |  |  |  |  |
| |                                            |  |  |  |  |  |  |  |  |  |  |  |  |  |  |  |
| | 8. Juan Antonio del Corral y de Mier       |  |  |  |  |  |  |  |  |  |  |  |  |  |  |  |
| |                                            |  |  |  |  |  |  |  |  |  |  |  |  |  |  |  |
| |                                            |  |  |  |  |  |  |  |  |  |  |  |  |  |  |  |
| | 17. Felipa de Mier Bustamante              |  |  |  |  |  |  |  |  |  |  |  |  |  |  |  |
| |                                            |  |  |  |  |  |  |  |  |  |  |  |  |  |  |  |
| |                                            |  |  |  |  |  |  |  |  |  |  |  |  |  |  |  |
| | 4. José del Corral Pérez                   |  |  |  |  |  |  |  |  |  |  |  |  |  |  |  |
| |                                            |  |  |  |  |  |  |  |  |  |  |  |  |  |  |  |
| |                                            |  |  |  |  |  |  |  |  |  |  |  |  |  |  |  |
| | 9. María Dolores Pérez Andrade             |  |  |  |  |  |  |  |  |  |  |  |  |  |  |  |
| |                                            |  |  |  |  |  |  |  |  |  |  |  |  |  |  |  |
| |                                            |  |  |  |  |  |  |  |  |  |  |  |  |  |  |  |
| | 2. Lucinio del Corral y Flórez             |  |  |  |  |  |  |  |  |  |  |  |  |  |  |  |
| |                                            |  |  |  |  |  |  |  |  |  |  |  |  |  |  |  |
| |                                            |  |  |  |  |  |  |  |  |  |  |  |  |  |  |  |
| | 10. Lorenzo Flórez Chico                   |  |  |  |  |  |  |  |  |  |  |  |  |  |  |  |
| |                                            |  |  |  |  |  |  |  |  |  |  |  |  |  |  |  |
| |                                            |  |  |  |  |  |  |  |  |  |  |  |  |  |  |  |
| | 5. Nicanora Flórez Herques                 |  |  |  |  |  |  |  |  |  |  |  |  |  |  |  |
| |                                            |  |  |  |  |  |  |  |  |  |  |  |  |  |  |  |
| |                                            |  |  |  |  |  |  |  |  |  |  |  |  |  |  |  |
| | 11. Teresa Juana Cathalina Angela          |  |  |  |  |  |  |  |  |  |  |  |  |  |  |  |
| |                                            |  |  |  |  |  |  |  |  |  |  |  |  |  |  |  |
| |                                            |  |  |  |  |  |  |  |  |  |  |  |  |  |  |  |
| | 1. José del Corral y Herrero               |  |  |  |  |  |  |  |  |  |  |  |  |  |  |  |
| |                                            |  |  |  |  |  |  |  |  |  |  |  |  |  |  |  |
| |                                            |  |  |  |  |  |  |  |  |  |  |  |  |  |  |  |
| | 12. Clemente Herrero Abril                 |  |  |  |  |  |  |  |  |  |  |  |  |  |  |  |
| |                                            |  |  |  |  |  |  |  |  |  |  |  |  |  |  |  |
| |                                            |  |  |  |  |  |  |  |  |  |  |  |  |  |  |  |
| | 6. Andrés Herrero Alegre                   |  |  |  |  |  |  |  |  |  |  |  |  |  |  |  |
| |                                            |  |  |  |  |  |  |  |  |  |  |  |  |  |  |  |
| |                                            |  |  |  |  |  |  |  |  |  |  |  |  |  |  |  |
| | 13. Valentina Alegre Perlines              |  |  |  |  |  |  |  |  |  |  |  |  |  |  |  |
| |                                            |  |  |  |  |  |  |  |  |  |  |  |  |  |  |  |
| |                                            |  |  |  |  |  |  |  |  |  |  |  |  |  |  |  |
| | 3. Dolores Herrero del Corral              |  |  |  |  |  |  |  |  |  |  |  |  |  |  |  |
| |                                            |  |  |  |  |  |  |  |  |  |  |  |  |  |  |  |
| |                                            |  |  |  |  |  |  |  |  |  |  |  |  |  |  |  |
| | 14. Juan Antonio del Corral y de Mier      |  |  |  |  |  |  |  |  |  |  |  |  |  |  |  |
| |                                            |  |  |  |  |  |  |  |  |  |  |  |  |  |  |  |
| |                                            |  |  |  |  |  |  |  |  |  |  |  |  |  |  |  |
| | 7. Rosario del Corral Pérez                |  |  |  |  |  |  |  |  |  |  |  |  |  |  |  |
| |                                            |  |  |  |  |  |  |  |  |  |  |  |  |  |  |  |
| |                                            |  |  |  |  |  |  |  |  |  |  |  |  |  |  |  |
| | 15. María Dolores Pérez Andrade            |  |  |  |  |  |  |  |  |  |  |  |  |  |  |  |
| |                                            |  |  |  |  |  |  |  |  |  |  |  |  |  |  |  |
| |                                            |  |  |  |  |  |  |  |  |  |  |  |  |  |  |  |